# Serge Dupuy
 (octobre 2012).
Si vous disposez d'ouvrages ou d'articles de référence ou si vous connaissez des sites web de qualité traitant du thème abordé ici, merci de compléter l'article en donnant les références utiles à sa vérifiabilité et en les liant à la section « Notes et références ».
Serge Dupuy, né le 20 septembre 1971 à Paris, est un acteur de cinéma, de télévision et de théâtre, ainsi qu'un metteur en scène français.

## Biographie
Après avoir étudié l'art dramatique au Conservatoire national de région de Marseille et dans la classe libre au cours Florent,
Serge Dupuy travaille en tant que comédien pour le théâtre.
Il a ainsi joué dans une trentaine de pièces aussi variées que Les Fourberies de Scapin, Le Baiser de la veuve, Sarcelle-sur-Mer, Kasimir et Karoline ou encore La Chunga, sous la direction de metteurs en scène tels que Hans Peter Cloos, Sylvie Ollivier, Richard Brunel, Renaud Benoit, Marc Toupence ou Arnaud Beunaiche…
Serge Dupuy joue aussi dans une soixantaine de films au cinéma et à la télévision. Il a incarné des personnages récurrents de fiction tels que Picpus dans les Nestor Burma ou Brise Caboche dans la série télévisée Maison close.
Il a également mis en scène trois spectacles dont Histoire vraie dont il est l’auteur, ainsi que Réalité non ordinaire, un spectacle de magie mentale qu’il a élaboré avec Scorpène[Qui ?].

## Filmographie

### Cinéma
- 1995 : Le Chien noir de Gilles Adrien
- 1995 : Fast de  Dante Desarthe
- 1996 : Direct de Myriam d'Onnasis
- 1998 : Reflets de Philippe Dorison
- 1998 : Accident de Pascal Lhaitier
- 2001 : Les visiteurs de 11 heures de Grégori Belluco
- 2005 : État d'âme de Xavier Mairesse : Thomas
- 2007 : Le Job de Renaud Dujet : Serge
- 2007 : La fièvre de l'argent Celia Canning
- 2008 : Night and Day de Hong Sang-soo
- 2008 : Les Contre-jours de Gabriel Franck : l'ami
- 2008 : Jef d'Alexandre Manneville : Jef
- 2011 : L'Ordre et la Morale de Mathieu Kassovitz : Gaborit
- 2012 : Racines de Cécile Chaspoul
- 2017 : Si ça ne fonctionne pas vous venez me voir de Cyrille Daclinat
- 2018 : Ce qu'il me reste de Cyrille Daclinat
- 2019 : L'attaque des tampons volant de Cyrille Daclinat
- 2019 : Nouvelles saveurs de Merryl Roche
- 2021 : Enquête sur un scandale d'État de Thierry de Peretti

### Télévision
- 1987 : La Guerre des Rocks de Philippe Carrese
- 1993 : C'est mon histoire (le manque) de Pierre Joassin
- 1994 : Un jour avant l'aube de Jacques Ertaud
- 1994 : Navarro (épisode Coup bas) de Marc Angelo : Michel Pajol
- 1995 : Les Alsaciens ou les Deux Mathilde de Michel Favart : George Wicker
- 1995 : Roméo et Juliette de Hans Peter Cloos
- 1997 : Demi père de Thomas Vincent
- 1998 : Marc Eliot (épisode La Rançon de l'amour) de Denis Amar: Koska
- 1998 : Deux Flics (épisode Le Quatrième Homme) : Robin Tervier
- 1999 : Mélissol (épisode La maison sans toit) de Jean-Pierre Igoux
- 1999 :  Alliés de Rod Holcomb
- 1999-2003 : Nestor Burma (9 épisodes) : Picpus
- 2000 : Avocats et Associés (épisode Tractations) : Bruno Ferrera
- 2001 : B.R.I.G.A.D. (épisode Noces rouge) de Marc Angelo : Dan
- 2002 : Justice de femme de  Claude-Michel Rome : Josselin Koenig
- 2002 : L'Instit (épisode Aurélie) de Roger Kahane : François
- 2004 : Groupe flag (épisode Sous influence) Étienne Dhaene : l'homme au costume rasé
- 2004 : Léa Parker (épisode Racket) de Jean-Pierre Prévost
- 2005 : Sœur Thérèse.com (épisode Au nom du père) de  Olivier Barma : Jean-Michel
- 2005 : Quai numéro un (épisode Surenchère) de Patrick Jamain : Fred
- 2007 : Joséphine, ange gardien (épisode Profession menteur) de Sylvie Ayme : Nathan
- 2008 : Flics (4 épisodes) de  Nicolas Cuche : Gu
- 2008 : Services sacrés (épisodes Peinture vive 1 et 2) de Vincenzo Marano : Régis Borg
- 2009 : PJ (épisode Contrôle parental) de Thierry Petit : Franck Maillet
- 2009 : Femmes de loi (épisode Mort sur le net) de Patrice Martineau : Olivier Tanez
- 2009 : Blanche Maupas  de Patrick Jamain : Mauricet
- 2010 : Notre Dame des barjots de Arnaud Sélignac : Rémy
- 2010 : Maison close (saison 1, épisodes 1 à 7) de Mabrouk El Mechri : Brise Caboche
- 2011 : L'Épervier de Stéphane Clavier : Guimaec
- 2011 : Longue Peine de Christian Bonnet : Philippe Schmidt
- 2011 : Scènes de ménages de Francis Duquel
- 2012 : Inquisitio de Nicolas Cuche : Leclos
- 2014 : Louis la Brocante de Véronique Langlois : Marceau
- 2014 : Alice Nevers (saison 12, épisode 8 : D'entre les morts) de Julien Zidi : Antoine Roussel
- 2015 : Famille d'accueil (saison 14, épisode 1 : L'enfant de la rue) de Stéphane Clavier : Christophe
- 2016-2017 : Agathe Koltès de Christian Bonnet : Jean-Luc Farenc
- 2016 : Profilage (épisode le corbeau) de Vincent Jamain : Guillaume Mandel
- 2017 : Prof T (épisode À travers le miroir) de Nicolas Cuche et Jean-Christophe Delpias : Vincent Vignault
- 2019 : Balthazar (épisode Marche funèbre) de Vincent Jamain : Hervé Keller
- 2022 : Vise le cœur (épisode la loi du père) de Vincent Jamain : Thomas Duclos

## Théâtre
- 1989 : 1789, de Jean-Louis Audibert, mise en scène par Jean-Louis Audibert
- 1990 : montage poétique sur Jacques Prévert, mise en scène par Serge Dupuy
- 1992 : Les Femmes savantes, mise en scène par Gabriel cinq
- 1993 : Trahisons d'Harold Pinter, mise en scène par Barnaby Southcombe : Jerry
- 1993 : Histoire vraie de Serge Dupuy mise en scène par Serge Dupuy
- 1994 : Les Fourberies de Scapin de Molière mise en scène par Annie Lavedan : Scapin
- 1994 : Perier / Jouvet de Nathalie Mongin mise en scène Nathalie Mongin  (Festival in d'Avignon)
- 1994 : Lulu, de Frank Wedekind mise en scène par
- 1994 : Baal
- 1996 : Roméo et Juliette
- 1997 : Yseult et Tristan
- 1997 : Arthur Pendragon
- 1997 : L'Éternel Mari
- 1997 : Le Baiser de la veuve
- 1998 : Le Procès des Fleurs du mal
- 1999 : Au suivant
- 1999 : L'Épreuve
- 2000 : Sarcelles-sur-Mer
- 2000 : L'Aigle à deux têtes
- 2004 : Les Murs de cartes
- 2004 : Casimir et Caroline
- 2005 : La Chunga
- 2006 : Éloignez-vous de la bordure du quai
- 2007 : Des traces d'absence sur le chemin
- 2008 : Inconnu à cette adresse
- 2010 : Antigone
- 2010 : À trois…

### Mise en scène
- 1990 : Montage poétique sur Prévert
- 1993 : Histoire vraie
- 2010 : Réalité non ordinaire